# Bogor
Bogor (indonéz nyelven: Kota Bogor) város Indonézia területén, Jáva szigetén, a Nyugat-Jáva tartomány székhelye. Jakarta központjától kb. 55 km-re délre fekszik. Lakosainak száma 1 022 000 fő volt 2014-ben.
Gazdaságában meghatározó a vegyipar és az élelmiszeripar. A nemzetközi erdészeti kutatóközpont (CIFOR) székhelye.
Egykor a holland telepesek hegyi állomása volt, ma elsősorban botanikus kertjéről nevezetes.
2009-ben Gödöllő testvérvárosa lett.

## Fordítás
Ez a szócikk részben vagy egészben  a   Bogor című angol Wikipédia-szócikk fordításán alapul.  Az eredeti cikk szerkesztőit annak laptörténete sorolja fel. Ez a jelzés csupán a megfogalmazás eredetét és a szerzői jogokat jelzi, nem szolgál a cikkben szereplő információk forrásmegjelöléseként.